# Thibaut Rausin
Thibaut Rausin is een Belgisch doelman die voor MVV Maastricht speelt.     